# Parafia św. Faustyny w Grodzisku Wielkopolskim
Parafia pw. Świętej Faustyny w Grodzisku Wielkopolskim – parafia rzymskokatolicka należąca do dekanatu grodziskiego archidiecezji poznańskiej. Została utworzona 23 grudnia 2001 roku. Jest najmłodszą parafią w mieście. Kościół parafialny został wybudowany w latach 2001–2002. Mieści się na osiedlu Wojska Polskiego.

## Proboszczowie
- ks. Sławomir Andreé (23 grudnia 2001 – 1 września 2013)
- ks. Jacek Maćkowiak (1 września 2013 – 1 listopada 2017)
- ks. Krzysztof Makosz (1 listopada 2017 – 1 sierpnia 2021)
- ks. Piotr Przydrożny (od 1 sierpnia 2021)